# Гербановский, Христофор Исидорович
Христофор Исидорович Гербановский (?—1850) — российский ботаник и педагог; преподаватель естественной истории и сельского хозяйства в Херсонской (позднее Одесской) духовной семинарии.

## Биография
Родился в семье протоиерея и законоучителя Ришельевского лицея.
Воспитанник Горыгорецкой земледельческой школы, он с особенным усердием посвятил себя изучению крымской флоры и собрал много материалов по этой теме.
Обратил на себя предпринятым им обширным изданием: «Flora Odessana», но успел выпустить в свет только первую тетрадь. Несколько результатов своих наблюдений Х. И. Гербановский напечатал в «Журнале Министерства государственных имуществ» и в «Записках Общества сельского хозяйства южной России», деятельным членом которого он был; в № 4 «Записок» за 1849 год была помещена его статья: «О растениях Nicotiana glauca (никоциана бирюзоволистная), Senecio hederefolia (крестовник плющеволистный) et Меsembryanthemum cordifolium (полуденник сердцелистный)» и в №№ 10— 12 — «Очерки растительности на южном берегу Крыма».
Он был также членом Рижского общества испытателей природы.
Умер 20 июня (2 июля) 1850 года в Одессе.